# Fatma Girik
Fatma Girik (Istanbul, 12 dicembre 1942 – Istanbul, 24 gennaio 2022) è stata un'attrice e politica turca.

## Biografia
Il suo esordio cinematografico avvenne nel 1957. Divenne la musa del regista Memduh Ün, apparendo in molti dei suoi film. Di lui fu anche la compagna dalla fine degli anni Sessanta. La sua carriera si svolse ininterrottamente dagli anni cinquanta per un totale di oltre 180 interpretazioni. 
Svolse per alcuni anni anche attività politica. Dal 1989 al 1994 fu sindaco della municipalità di Şişli, attualmente parte della città metropolitana di Istanbul, per il Partito socialdemocratico populista (Shp). Una possibile ricandidatura nel 1999 con il Partito Popolare Repubblicano, in cui il Shp era nel frattempo confluito, finì in un nulla di fatto per contrasti interni.
Fatma Girik è morta nel 2022, per complicazioni da Covid-19. A lei è stato dedicato un parco nel quartiere di Mahmut Şevket Paşa.

## Premi e riconoscimenti
Festival internazionale del cinema di Adalia
- 1965: - Migliore attrice per Kesanli Ali destani
- 1967: - Migliore attrice per Sürtügün Kizi

International Istanbul Film Festival
- 2001: - Premio alla carriera